# Nederlands Instituut voor Kerkmuziek
Het Nederlands Instituut voor Kerkmuziek (NIK) is een door de kerken erkend opleidingsinstituut voor kerkmusici. Het een onderdeel van de Stichting Hogeschool voor de Kunsten Utrecht (HKU). Andere onderdelen sinds de besturenfusie in 1987 zijn het Utrechts Conservatorium, de Akademie voor Expressie, de Akademie voor Beeldende Kunsten en de Nederlandse Beiaardschool uit Amersfoort. Ook bij de andere conservatoria zijn kerkelijke examinatoren bij de eindexamens aanwezig. Het NIK en de Nederlandse Sint-Gregorius Vereniging (NSGV) werken nauw met elkaar samen.

## Geschiedenis
In 1925 stichtte de Nederlandse Sint-Gregoriusvereniging de RK Kerkmuziekschool Sint Caecilia. De eerste directeur van dit instituut was pater Dr. Caecilianus Huigens O.F.M.. Deze school was opgezet voor de opleiding van kerkmusici: dirigenten, organisten en zangers. Deze school werd in 1959 door het rijk erkend als beroepsopleiding voor kerkmuziek en omgedoopt tot Nederlands Instituut voor Katholieke Kerkmuziek (NIKK). In 1978 fuseerde zij met soortgelijke lutherse en hervormde opleidingen tot de Stichting Nederlands Instituut voor Kerkmuziek (NIK). In 1987 ten slotte ging de opleiding op in de Hogeschool voor de Kunsten te Utrecht (HKU). Vanaf 1978 gaat de basisschool Kathedrale Koorschool uit Utrecht door onder bestuur van de Stichting Nederlands Instituut voor Katholieke Kerkmuziek.

## Studenten
Aan het NIK studeerden onder meer :
- Bernard Bartelink
- Gerard Beemster
- Otto Deden
- Rob Goorhuis
- Remco de Graas
- Martin Hoondert
- Jo Ivens
- Carel Jacobs
- Thom Jansen
- Tom Löwenthal
- Maurice Pirenne
- André Rieu sr.
- Herman Strategier
- Louis Toebosch
- Flip Veldmans
- René Verhoeff
- Jos Vranken jr.
- Ton Vijverberg
- Christiaan Winter
- Ko Zwanenburg

- International Standard Name Identifier: 0000 0001 0724 0021
- Library of Congress Control Number: n91099775
- Virtual International Authority File: 136978779